# Lisa Berkowitz
Lisa Berkowitz (ur. 18 listopada 1952) – amerykańska brydżystka, World Life Master (WBF).
Jej mężem jest David Berkowitz z którym tworzą parę mikstową. Również ich córka, Dana Berkowitz, jest wysokiej klasy brydżystka.

## Wyniki brydżowe

### Olimpiady
Na olimpiadach uzyskała następujące rezultaty:
| Olimpiady brydżowe. Zawody teamów | Olimpiady brydżowe. Zawody teamów | Olimpiady brydżowe. Zawody teamów    | Olimpiady brydżowe. Zawody teamów | Olimpiady brydżowe. Zawody teamów | Olimpiady brydżowe. Zawody teamów |
| Rok                               | Miejsce                           | Zawody                               | Kategoria                         | Drużyna                           | Pozycja                           |
| --------------------------------- | --------------------------------- | ------------------------------------ | --------------------------------- | --------------------------------- | --------------------------------- |
| 1999                              | Lozanna                           | 2. Mistrzostwa o Wielką Nagrodę MKOL | Kobiety                           | North America                     | 2                                 |

### Zawody światowe
W światowych zawodach zdobyła następujące lokaty:
| Mistrzostwa Świata. Konkurencja teamów | Mistrzostwa Świata. Konkurencja teamów | Mistrzostwa Świata. Konkurencja teamów | Mistrzostwa Świata. Konkurencja teamów | Mistrzostwa Świata. Konkurencja teamów | Mistrzostwa Świata. Konkurencja teamów |
| Rok                                    | Miejsce                                | Zawody                                 | Kategoria                              | Drużyna                                | Pozycja                                |
| -------------------------------------- | -------------------------------------- | -------------------------------------- | -------------------------------------- | -------------------------------------- | -------------------------------------- |
| 2014                                   | Sanya                                  | 14. Seria Mistrzostw Świata            | Kobiety                                | Pollack                                | 19                                     |
| 2014                                   | Sanya                                  | 14. Seria Mistrzostw Świata            | Miksty                                 | Taylor                                 | 17                                     |
| 2010                                   | Filadelfia                             | 13. Seria Mistrzostw Świata            | Miksty                                 | Meltzer                                | 32                                     |
| 2010                                   | Filadelfia                             | 13. Seria Mistrzostw Świata            | Kobiety                                | Glasson                                | 9                                      |
| 2006                                   | Werona                                 | 12. Mistrzostwa Świata                 | Kobiety                                | Jacobs                                 | 17                                     |
| 2002                                   | Montreal                               | 11. Mistrzostwa Świata                 | Kobiety                                | Lewis                                  | 25                                     |
| 2000                                   | Southampton                            | 34. Mistrzostwa Świata Teamów          | Kobiety                                | USA 2                                  | 9                                      |
| 1998                                   | Lille                                  | 10. Mistrzostwa Świata                 | Kobiety                                | Allison                                | 5                                      |
| 1997                                   | Hammamet                               | 33. Mistrzostwa Świata Teamów          | Kobiety                                | USA 1                                  | 1                                      |

| Mistrzostwa Świata. Konkurencja par | Mistrzostwa Świata. Konkurencja par | Mistrzostwa Świata. Konkurencja par | Mistrzostwa Świata. Konkurencja par | Mistrzostwa Świata. Konkurencja par | Mistrzostwa Świata. Konkurencja par |
| Rok                                 | Miejsce                             | Zawody                              | Kategoria                           | Partner                             | Pozycja                             |
| ----------------------------------- | ----------------------------------- | ----------------------------------- | ----------------------------------- | ----------------------------------- | ----------------------------------- |
| 2010                                | Filadelfia                          | 13. Mistrzostwa Świata              | Miksty                              | Gary Cohler                         | 180                                 |
| 2006                                | Werona                              | 12. Mistrzostwa Świata              | Kobiety                             | Joann Glasson                       | 27                                  |
| 2006                                | Werona                              | 12. Mistrzostwa Świata              | Miksty                              | Steve Weinstein                     | 31                                  |
| 2002                                | Montreal                            | 11. Mistrzostwa Świata              | Kobiety                             | Joann Glasson                       | 22                                  |
| 2002                                | Montreal                            | 11. Mistrzostwa Świata              | Miksty                              | David Berkowitz                     | 41                                  |
| 1998                                | Lille                               | 10. Mistrzostwa Świata              | Miksty                              | David Berkowitz                     | 205                                 |
| 1990                                | Genewa                              | 8. Mistrzostwa Świata               | Miksty                              | David Berkowitz                     | 26                                  |
| 1990                                | Genewa                              | 8. Mistrzostwa Świata               | Kobiety                             | Rozanne Pollack                     | 14                                  |
| 1986                                | Miami Beach                         | 7. Mistrzostwa Świata               | Miksty                              | David Berkowitz                     | 5                                   |
| 1982                                | Biarritz                            | 6. Mistrzostwa Świata               | Kobiety                             | Jill Levin                          | 25                                  |
| 1982                                | Biarritz                            | 6. Mistrzostwa Świata               | Miksty                              | David Berkowitz                     | 21                                  |

## Klasyfikacja
- Lisa Berkowitz – klasyfikacja WBF (ang.)